# Prahlada

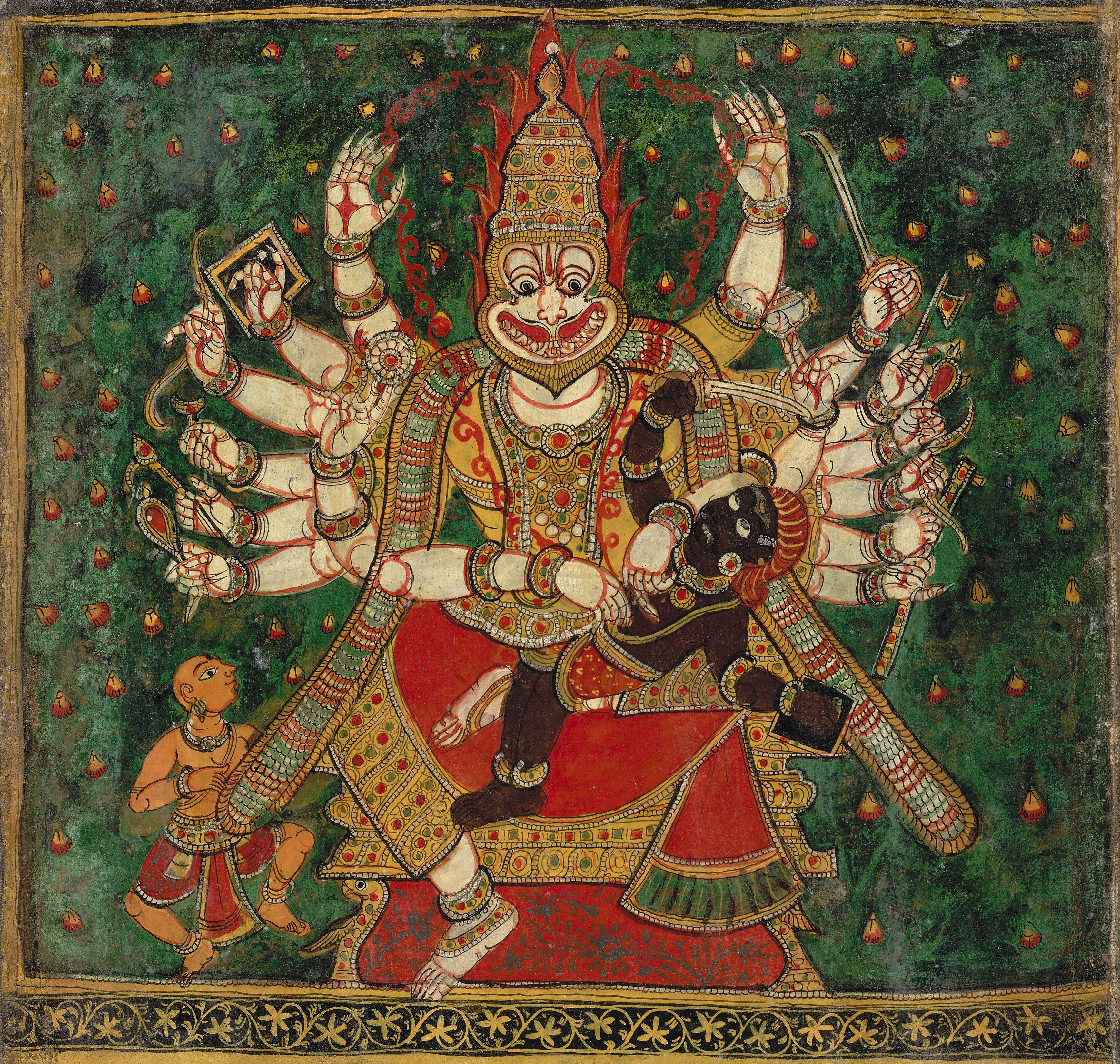
Narasimha zerreißt Hiranyakashipu, links unten der betende Prahlada (Ölgemälde, 18. Jh., British Library)

Prahlada (Sanskrit प्रह्लाद prahlāda), auch Prahrada (प्रह्राद IAST prahrāda) ist in der indischen Mythologie ein König aus dem Dämonenherrschergeschlecht der Daitya.  Anders als sein Vater Hiranyakashipu ist er jedoch ein frommer Verehrer Vishnus, der ihn in Gestalt seines Mann-Löwen-Avatara Narasimha vor den Mordanschlägen seines Vaters rettet.

## Mythos
Er ist der Sohn des Dämonenkönigs Hiranyakashipu. Seine Mutter war Kayadhu, eine Danava. Seine Brüder waren Samhlada, Anuhlada und Hlada. Er soll auch Bruder der Sinhika sein, der Mutter des Rahu.
Im 7. Buch der Bhagavata Purana wird die Geschichte Prahladas erzählt:
Sein Vater Hiranyakashipu war der Erzfeind Vishnus. Es war ihm gelungen, sich zum Herren der Welt zu machen, da er es durch strenge Bußübungen auf dem Berg Mandara erreicht hatte, nahezu unsterblich zu werden. Während der Zeit dieser Abwesenheit überfielen Indra und sein Halbgötter-Heer das Reich Hiranyakashipus und wollten die schwangere Kayadhu verschleppen, um den ungeborenen Dämonenprinzen nach der Geburt zu töten. Das wurde aber durch den großen Seher Narada verhindert, der Kayadhu in seinen Ashram nahm, wo er sie in den Weisheitslehren unterrichtete. Dieser Lehren wurde aber auch das ungeborene Kind teilhaftig, sodass Prahlada bei seiner Geburt ein vollausgebildeter mahā-bhāgavata, ein Großer unter den vaiṣṇava, den Anbetern Vishnus war.
Der Vater kehrte zurück, machte sich durch seine neu erworbene faktische Untötbarkeit alle drei Welten untertan und war dem Sohn zunächst auch sehr zugetan. Der wuchs heran und wurde in die Dämonenschule geschickt zu Shukra, dem Priester und Guru der Daityas. Unterrichtet wurde er dort von Shanda und Amarka, den Söhnen Shukras. Durch die Lehren Naradas zeigt er sich aber als völlig unempfänglich für das, was den jungen Dämonensprinzen gelehrt wird, nämlich Opferriten, der Erwerb von Reichtum und die Befriedigung der Sinne, nicht zu vergessen Politik, also das Verteilen von Posten und Pfründen, sowie die Kunst des Teilens und Herrschens. All dies ging an Prahlada völlig vorbei.
Als sein Vater nun den fünfjährigen Sohn vor sich bringen ließ, auf seinen Schoß setzte und befragte, was er denn Schönes in der Schule gelernt habe, antwortete dieser, dass es im Leben des Menschen nur das eine Ziel gäbe, dem Herrn Vishnu mit Verehrung zu dienen. Als der Vater darauf die offensichtliche Natter von seinem Busen schleuderte und den entarteten Sohn fragte, wie er dazu käme, Vishnu, den Erzfeind, den Mörder des Onkels, derart zu verehren, belehrte ihn der Sohn, dass Freund und Feind illusorische Unterscheidungen seien, die einen nur davon abhielten, die völlige Verschmelzung mit dem göttlichen Selbst zu erreichen und Krishna-Bewusstsein in sich zu verwirklichen.

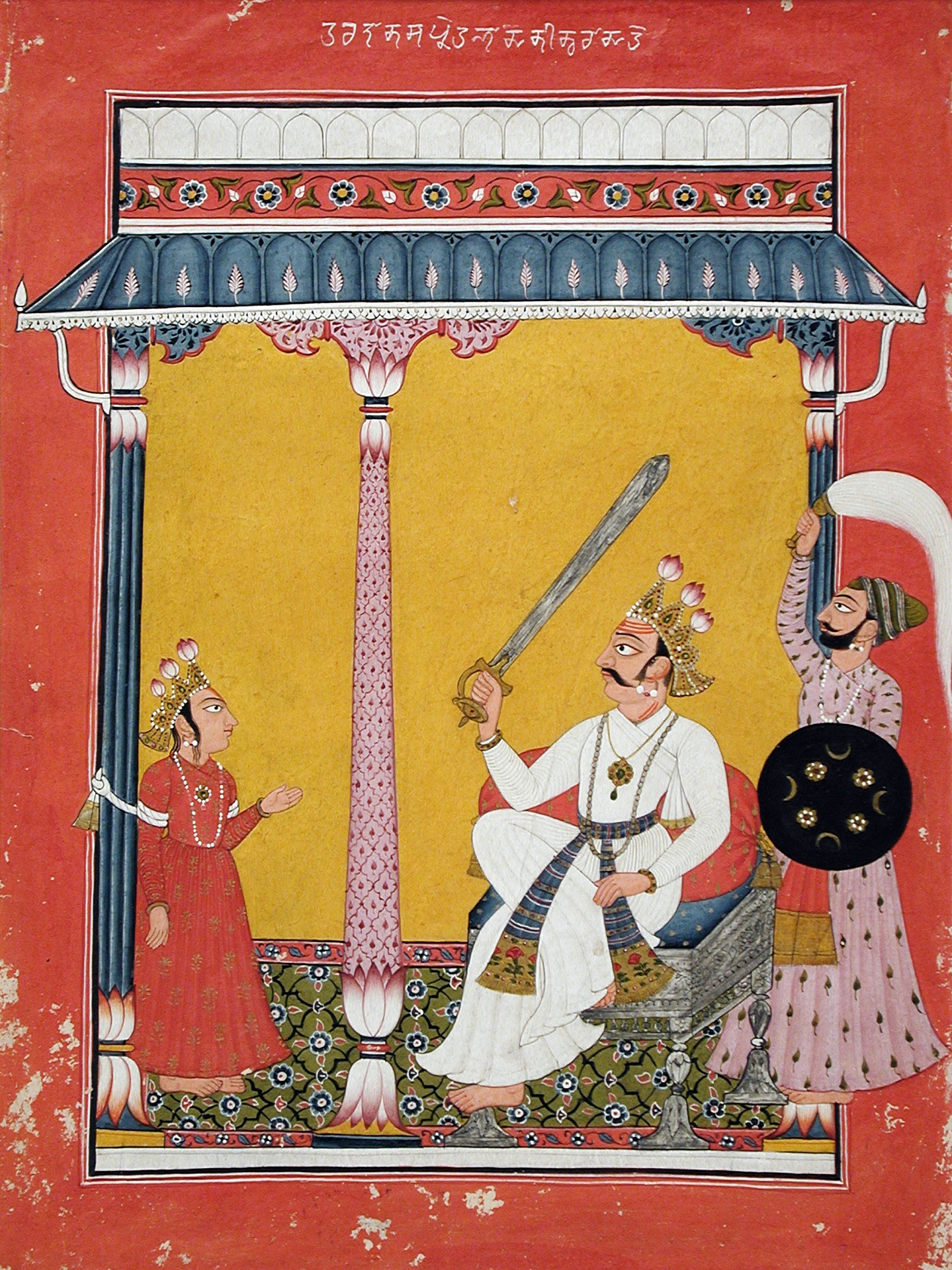
Hiranyakashipu will seinen Sohn Prahlada enthaupten.

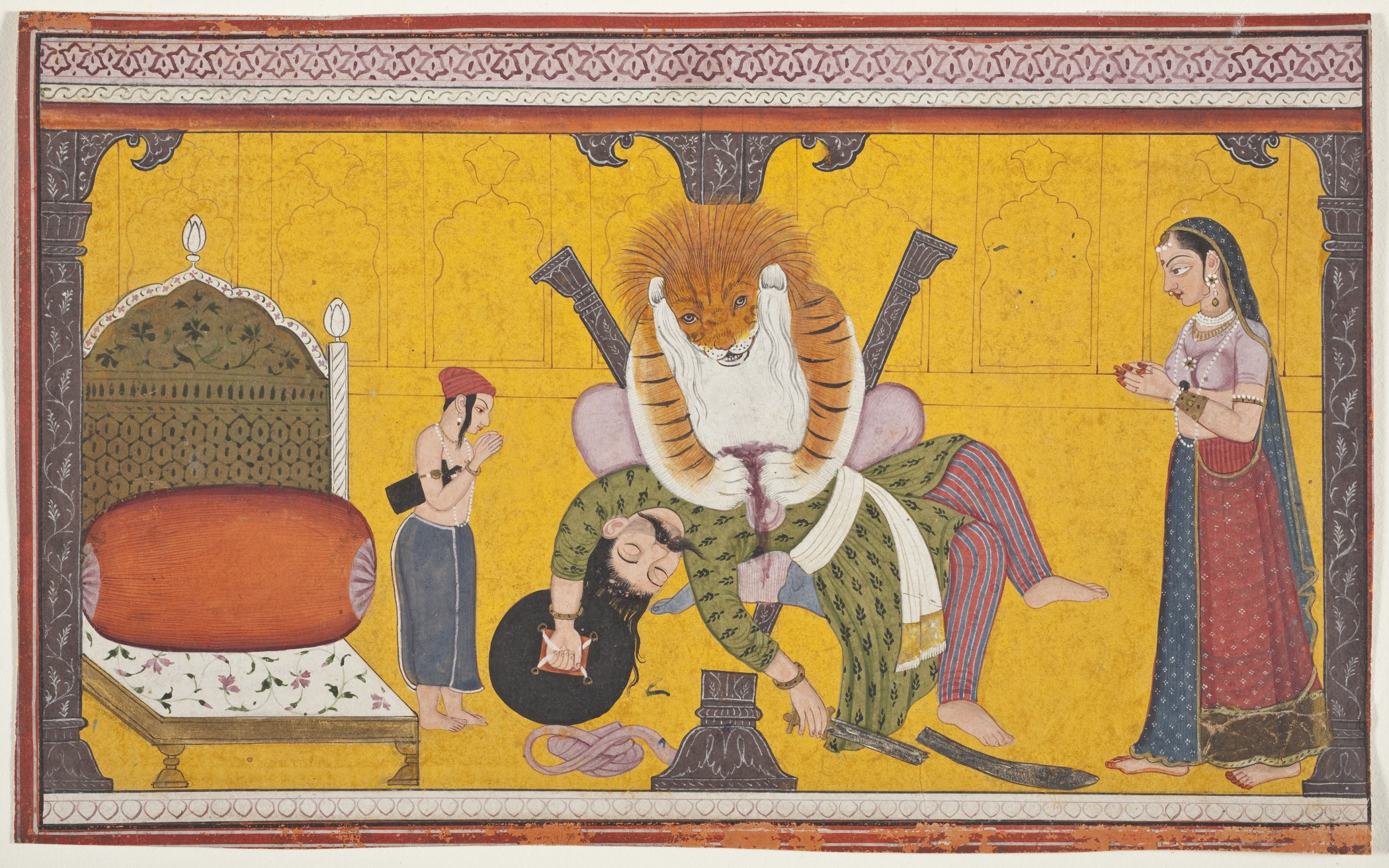
Narasimha tötet Hiranyakashipu, links der betende Prahlada, rechts seine Mutter Kayadhu.

Dass nun sein Sohn ein glühender Verehrer des Gottes Vishnu war, erzürnte den Vater auf das Äußerste, so dass er sich entschloss, den Sohn töten zu lassen.
Doch alle Mordanschläge schlugen fehl: die Waffen der Dämonenkrieger konnten Prahlada nicht verletzen, Elefantenfüße ihn nicht zertrampeln und Giftschlangen ihn nicht beißen. Der Knabe saß derweil nur still da, versenkt in Meditation. Zauber und Gift, Hunger und Kälte, Wind, Feuer und Wasser: all dies zeigte keinerlei Wirkung.
Als es ihm nicht gelang, seinen minderjährigen Sohn umzubringen, wurde Hiranyakashipu ganz mutlos und sah sein Ende schon nahen. Da schlugen ihm die Lehrer Shanda und Amarka vor, den Knaben noch einmal sehr ausführlich zu unterrichten in allen Lastern und Lüsten der Welt, die kindlichen Verirrungen und Verwirrungen würden sich dann mit der Zeit schon auswachsen. Doch auch dies schlug nicht an, im Gegenteil: nach dem Unterricht, statt sich Zerstreuungen und Spielen zu widmen, begann Prahlada, seine Mitschüler in den von Narada erhaltenen Lehren zu unterrichten.
Zunächst einmal solle man die Zeit der materiellen Existenz (bhavam āśritaḥ) ausschließlich der Verehrung Vishnus und der spirituellen Entwicklung widmen, alles andere sei letztlich sinnlos und Zeitverschwendung, namentlich das Streben nach Reichtum und Macht sowie die Befriedigung der Sinnengelüste. Aber auch sich in menschliche Beziehungen verstricken zu lassen, also das Streben nach Heim und Familie, sei nur eine Verschwendung kostbarer Zeit und gefährlich dazu, da die Liebe zu Weib und Kindern eine starke Bindung an die sinnliche Welt sei. Zwar bereite es Freude, sich an einem zurückgezogenen Ort mit einer schönen Frau zu vergnügen, man würde sich aber schließlich unweigerlich gefesselt finden an Weib, Kind und Kindeskinder und so immer weiter, statt sich allein dem Streben nach spiritueller Vereinigung mit Narayana zu widmen, dem kosmischen Urmenschenkind. Sie, seine Mitschüler, sollten sich abwenden von dämonischen Wegen und dämonischem Wandel, „dämonisch“ heißt hier „dem Materiellen verhaftet“. Auch die vedische Lehre von den trivarga (त्रिवर), den drei legitimen Zielen menschlichen Strebens, nämlich Opfer, Reichtum und Befriedigung der Sinne, auch diese Lehre führe nur in die Irre und zur Verstrickung im Materiellen, sicher zum Ziel und in die Transzendenz führe allein das Streben zu Narayana und nach Krishna-Bewusstsein, sowie die Verehrung der Lotosfüße des Vishnu.
Ob dieser Zustand des Krishna-Bewusstseins erreicht wurde, ist daran zu erkennen, dass, wenn der Gläubige eine Erzählung von den Taten des Herrn hört, sich seine Haare am Körper aufstellen, Tränen ihm aus den Augen fließen und seine Stimme versagt. Manchmal tanzt er, manchmal singt er hemmungslos laut und manchmal weint er ganz offen, er benimmt sich wie ein Besessener, lacht, schreit, atmet heftig und ruft immer wieder: „Hare krishna, Hare Krishna!“ So bekundet er sein transzendentales Entzücken. Das sei der wahre Weg, man gelange nicht an das Ziel, indem man ein Brahmane, ein Halbgott oder ein Rishi werde, noch durch Sittsamkeit oder Gelehrsamkeit, auch nicht durch Opfer, Bußübungen oder durch milde Gaben gelange man an das Ziel der Vereinigung mit dem höchsten Selbst, das gelinge allein durch völlige, rückhaltlose Hingabe (Bhakti).
Nachdem er derart subversive Lehren an der Dämonenschule verbreitet hatte, konnte seines Bleibens dort nicht länger sein. Seine Lehrer, Shanda und Amarka, berichteten dem Vater, dass Prahlada sich nicht nur  in keiner Weise von der Verehrung Vishnus abbringen ließe, sondern dass er überdies seine Mitschüler mit Krishna-Bewusstsein indoktrinierte. Da beschloss der Dämonenkönig, den Sohn mit eigenen Händen zu töten. Er rief ihn zu sich und fuhr ihn an, wie er, ein Knabe, es wagen könne, sich ihm, vor dem die Planetenebenen aller drei Welten erzittern, zu widersetzen. Und woher er überhaupt die Kraft dazu hernehme. Prahlada erwiderte, dass der Quell seiner wie jeglicher Kraft Brahman, das höchste, göttliche, alles durchdringende Selbst sei. Und er bat seinen Vater, abzulassen von der Sichtweise der Dämonen, die sich der Illusion der Existenz von so etwas wie „Feind“ oder „Freund“ hingäben und sich durch solche Unterscheidungen der Wahrnehmung des All-Einen verschlössen. Der Vater hatte für diese Belehrung nur Hohn, nannte den Sohn altklug und naseweis und wo sie denn überhaupt sei, diese angeblich alles durchdringende Alleinigkeit? Vielleicht in dieser Säule hier? Er wolle mal daran klopfen, dann würde sich zeigen, ob das All-Eine käme, ihn davor zu retten, durch sein Schwert enthauptet zu werden.
Diesen Augenblick wählte Vishnu, um sich in der Gestalt seines Mann-Löwe-Avatara Narasimha vor den Augen des entsetzten Königs zu manifestieren. Ein gewaltiger Ton drang aus der angeschlagenen Säule, dann erschien eine Gestalt, die nicht Mensch war, nicht Löwe, man wusste nicht recht, was für ein Geschöpf das sein mochte, nur dass es schrecklich war, das war sicher. Hiranyakashipu aber zögerte nicht, Narasimha anzugreifen, da er sich sicher fühlte, hatte er doch durch seine Bußübungen erreicht, dass weder Mensch noch Tier ihn töten könne, weder im Haus noch draußen, weder auf der Erde noch im Himmel, weder bei Tag noch bei Nacht. So kam es, dass Narasimha, der weder Mensch war noch Tier, während der Dämmerung den Dämonenkönig packte, auf der Schwelle des Hauses über seine Schenkel legte und mit seinen Krallen zerfetzte. Das war das Ende des grausamen Königs und sein frommer Sohn trat seine Nachfolge an.
Die Söhne Prahladas sind Virochana, der Vater von Bali und Nivatakavacha („Träger einer undurchdringlichen Rüstung“), der Stammvater der gleichnamigen Klasse von Dämonen.

## Rezeption
Die Geschichte Prahladas ist Gegenstand zahlreicher Verfilmungen geworden. Erste Stummfilmversionen gab es bereits 1917. Bhakta Prahlada von 1931 war der erste Telugu-Tonfilm überhaupt (Regie: H. M. Reddy), in einer weiteren Verfilmung unter dem Titel Prahalada (1939, Regie: B. N. Rao) spielte M. G. Ramachandran die Rolle des Indra. Weitere Verfilmungen, insgesamt über 20, in den verschiedenen indischen Sprachen, darunter  Hindi, Gujarati, Tamil, Malayalam, Kannada, Bengali und Assamesisch folgten im Laufe der Jahre.